# Марк Кейн
Марк А. Кейн (англ. Mark A. Cane, нар. 20 жовтня 1944, Бруклін, Нью-Йорк, США) — американський кліматолог. Захистив PhD у Массачусетському технологічному інституті в 1975 році. На кінець 2010-х є професором геології та клімату в Обсерваторії Ламонт-Догерті Колумбійського університета. 
Під його орудою відбулось перше прогнозування Ель-Ніньйо-Південна Осциляція в 1986 році..

## Нагороди та визнання
- 1984—1986:Премія Національного наукового фонду
- 1992:Sverdrup Medal Американського метеорологічного товариства
- 1993:член Американського метеорологічного товариства
- 1995:член Американський геофізичний союз
- 1995:член Американської асоціації сприяння розвитку науки
- 2002:член Американської академії мистецтв і наук
- 2003:Cody Award in Ocean Sciences from Scripps Institution of Oceanography
- 2003:Bronze Award for Magazines Feature Article,
- 2009:Norbert Gerbier-MUMM International Award
- 2013:Премія Мориса Юїнга[en]
- 2013:член Національної академії наук США
- 2015:член Океанографічного товариства[en]
- 2017:Премія Ветлесена

## Доробок
- mit Edward Sarachik: The El Niño-Southern oscillation phenomenon, Cambridge UP 2010
- Oceanographic events during El Nino, Science, Band 222, 1983, S. 1189–1195
- mit S. E. Zebiak: A Theory for El-Niño and the Southern Oscillation. Science, Band 228, 1985, S. 1085–1087.
- mit  S. E. Zebiak,  S. C. Dolan: Experimental Forecasts of El-Niño. Nature, Band 321, 1986, S. 827–832.
- El-Niño. Annual Review of Earth and Planetary Sciences, Band 14, 1986, S. 43–70.
- mit Zebiak: A Model El Niño–Southern Oscillation, Monthly Weather Review, Band  115, 1987, S. 2262–2278

- mit T. P. Barnett, Zebiak. u. a.:  On the prediction of the El Niño of 1986 - 1987. Science, Band 241, 1988, S. 192–196.
- mit E. Tziperman, L. Stone, H. Jarosh: El Nino chaos: Overlapping of resonances between the seasonal cycle and the Pacific ocean-atmosphere oscillator, Science, Band 264, 1994, S. 72–74
- mit A. C. Clement, A. Kaplan, Y. Kushnir u. a.: Twentieth-century sea surface temperature trends, Science, Band 275, 1997, S. 957–960
- mit A. Kaplan, Y. Kushnir, A. C. Clement, M. Benno Blumenthal, Balaji Rajagopalan: Analyses of global sea surface temperature 1856–1991, Journal of Geophysical Research: Oceans, Band 103, 1998, S. 18567–18589
- mit M. Latif u. a.: A review of the predictability and prediction of ENSO, Journal of Geophysical Research: Oceans, Band 103, 1998, S. 14375–14393
- mit A. C. Clement, R. Seager: Orbital controls on the El Nino/Southern Oscillation and the tropical climate, Paleoceanography, Band 14, 1999, S. 441–456
- mit K. K. Kumar, B. Rajagopalan: On the weakening relationship between the Indian monsoon and ENSO, Science, Band 284, 1999, S. 2156–2159
- mit L. Goddard, S. J. Mason, S. E. Zebiak, C.F. Ropelewski, R. Basher: Current approaches to seasonal to interannual climate predictions, International Journal of Climatology, Band 21, 2001, S. 1111–1152
- mit P. Molnar: Closing of the Indonesian seaway as a precursor to east African aridification around 3–4 million years ago, Nature, Band 411, 2001, S. 157–162
- mit D. Chen, A. Kaplan, S. E. Zebiak, D. Huang: Predictability of El Niño over the past 148 years, Nature, Band 428, 2004, S. 733–736
- mit E.R. Cook, R. Seager, D.W. Stahle: North American drought: reconstructions, causes, and consequences, Earth-Science Reviews, Band 81, 2007, S. 93–134